# Фогги Нельсон
Франклин «Фогги» Нельсон  (англ. Franklin "Foggy" Nelson) — персонаж Marvel Comics. Он — лучший друг и деловой партнёр Мэтта Мёрдока, более известного как Сорвиголова. Персонаж был создан Стэном Ли и Биллом Эвереттом.
Первоначально Фогги был изображён как противоречивый персонаж, который мечется между его деловыми разногласиями с Мэттом Мёрдоком, соперничеством с ним за любовь Карен Пейдж и лояльностью к своему другу. Несмотря на комплекс неполноценности, Фогги является отличным адвокатом. Начиная с 80-х годов Фогги стал более комическим персонажем. Как правило, он противопоставляется сильному телом и духом Мёрдоку.
В течение первых двух лет выхода комикса, внешний вид Фогги терпел значительные изменения, ввиду частой смены художников. Сначала Фогги выглядел как красивый и ухоженный молодой человек. Начиная с Daredevil #22 (Ноябрь, 1966), в иллюстрации Джина Колана, Фогги начал изображаться пухлым человеком с обыкновенной внешностью.
Фогги Нельсон занимает 1 место в списке 10 «Самых сексуальных парней из комиксов» по версии In Your Face Jam. В 2003 году персонаж появился в фильме «Сорвиголова», где его роль сыграл Джон Фавро. В телесериале 2015 года «Сорвиголова» в рамках Кинематографической вселенной MarveI, роль Фогги Нельсона исполнил Элден Хенсон.

## История публикаций
Фогги Нельсон был создан сценаристом Стэном Ли и художником Биллом Эвереттом и впервые появился в Daredevil #1 (Апрель, 1964).

## Биография

### «Нельсон и Мёрдок»
Фогги Нельсон — давний друг Мэтта Мёрдока, с которым они познакомились ещё в Юридической школе Колумбии. Мэтт защищал Фогги от хулиганов и помогал ему в обучении. Когда Мэтт начал встречаться с Электрой Начиос, Фогги был против этого, так как считал, что ей не стоит доверять. Впоследствии его подозрения оправдались. После того, как Электра покинула школу Колумбии, Мэтт и Фогги поступили в Гарвардскую юридическую школу и успешно окончили её. Вместе они открыли частную юридическую контору «Нельсон и Мёрдок». Они наняли секретаршу Карен Пейдж и влюбились в неё с первого взгляда. Фогги даже собирался сделать ей предложение, но, поняв, что Карен больше заинтересована в Мэтте, отказался от этой идеи.
Нельсон был завербован Авениром Джонасом в партию реформ и его кандидатура выдвигалась на пост окружного прокурора. Вскоре после этого Нельсон встретил свою школьную любовь Дебору Хэррис. Фогги покинул партию реформ, когда Сорвиголова раскрыл ему, что его работодатель — преступник.
Впоследствии Фогги всё же был избран окружным прокурором Нью-Йорка. Он нанял своего друга Мэтта в качестве своего помощника. Карен Пейдж также некоторое время работала у него секретаршей. В конце концов она уехала в Лос-Анджелес для продвижения своей актёрской карьеры. Мёрдок вскоре также покинул город, переехав в Сан-Франциско вместе со своей любовницей Наташей Романовой. Когда Мёрдок всё же вернулся в Нью-Йорк, Нельсон проиграл на выборах Блейку Тауэру. Нельсон и Мёрдок вновь стали деловыми партнёрами и возобновили свою деятельность.
Некоторое время спустя Фогги женился на Деборе Хэррис. В это же время Кингпин нанял Электру, чтобы убить Фогги. Тем не менее, когда Электра встретилась с Нельсоном, он узнал в ней девушку Мэтта, из-за чего она отказалась от контракта. Это привело к её скорой смерти от руки Меченого.
Несмотря на жизненные проблемы Мэтта, Фогги оставался его верным другом. Через некоторое время Фогги начал отношения с Лиз Аллан, однако из-за Мистерио, который манипулировал Фогги, тот стал встречаться с другой девушкой, которая вскоре скончалась. Это привело к разрыву отношений между Фогги и Лиз.

### Мнимая смерть
Когда идентичность Сорвиголовы была выявлена и Мэтт попал в тюрьму, Фогги посетил его вместе с частным сыщиком Дакотой Норт. Там он подвергся нападению нескольких заключённых и был зарезан. В своей камере Мэтт слышал, как затихает сердцебиение друга, зовущего на помощь, но был бессилен что-либо сделать. Позднее Мёрдок присутствовал на похоронах друга, где мать Фогги обвинила его в случившемся.
На самом деле Фогги не погиб, а стал участником программы по защите свидетелей, где его вылечили в тайне ото всех друзей и заставили принять новую жизнь под именем Эверетта Уильямса. Фогги предпринял попытку к побегу, но был схвачен мафией, однако его спасли члены клана Руки под предводительством воскресшей Электры. Перед тем как исчезнуть, она пообещала следить за ним.
Когда было выявлено, что разоблачением Сорвиголовы и покушением на Нельсона стояла Ванесса Фиск, жена Кингпина, которая считала Мэтта виновным в смерти сына Ричарда. Когда имя Мэтта было очищено, друзья снова начали заниматься адвокатской деятельностью в новом офисе «Нельсон и Мёрдок». Их новой секретаршей стала Бекки Блейк.

### Земля теней
Впоследствии Мэтт начал впадать в депрессию. Не последнюю роль в этом сыграло известие, что его жена Милла Донован сошла с ума и попала в психбольницу, в результате злодеяний Мистера Страха. В конце концов, когда в Нью-Йорке снова появился Кингпин и заключил союз с Сорвиголовой, желая подавить растущее влияние Руки в городе, Фогги не выдержал: разозлённый на Мэтта и обессилевший от такой жизни, адвокат уволил своего друга. Нельсон глубоко сожалел о содеянном, но было уже слишком поздно. Позже Нельсон узнал, что Мэтт стал лидером Руки. Однако Фогги узнал, что Рука сама взяла Мэтта под контроль, дабы использовать его тело в качестве сосуда для демона Зверя. Движимый желанием спасти своего друга, Фогги пробрался в логово организации, где столкнулся с Мэттом. На тот момент в Сорвиголове осталось мало человечного и он собирался убить своего бывшего друга лично. Однако Фогги удалось на мгновенье воззвать Мэтта к человечности и тот был остановлен, а затем скрылся. Фогги возвратился в свой офис в Адской Кухне, который был разрушен. Помимо этого Кингпин лишил его права на адвокатскую деятельность.

### Возвращение Сорвиголовы
Некоторое время спустя Мэтт вернулся к Фогги и вместе они создали новый офис «Нельсон и Мёрдок». Им пришлось стать адвокатами консультантами из-за того, что некоторые люди всё ещё считали Мэтта Сорвиголовой. Кроме того, Фогги начал замечать, что Мэтт стал более весёлым и оптимистичным после своего возвращения. Когда Фогги нашёл в столе Мэтта остатки его отца, он прогнал друга из офиса. Впоследствии Фогги случайно проболтался частному детективу Кристен МакДаффи о тайне личности Мэтта. Когда Мэтт вернулся с доказательством своей невиновности по делу отца, Фогги признался ему о разговоре с МакДаффи.
Годы спустя у Фогги был обнаружен рак. Благодаря Человеку-муравью Фогги удалось вылечиться от болезни. Когда Мэтт раскрыл свою личность всему миру, он начал понимать, что из-за него Фогги угрожает опасность. Поэтому они вместе подстроили смерть Фогги, который якобы героически погиб, предотвратив взрыв на улице.

## Альтернативные версии

### Marvel 1602
В этой вселенной Нельсон является капитаном морского судна, который перевозит слепого певца Мэтта Мёрдока.

### MC2
В реальности MC2 Фогги женился на Лиз Аллан и стал отчимом Норми Озборна. Он пережил Мэтта Мёрдока, который был убит (однако его душа осталась в Даркдевиле). В какой-то момент Фогги стал адвокатом Уилсона Фиска, но, узнав, что тот ответственен за убийство Мэтта, уволился. Фогги также пережил Лиз, и после смерти жены погрузился в работу, виня себя в том, что Норми стал Зелёным гоблином. Но Озборн смог исправиться и восстановить дружеские отношения с Фогги. Норми сделал предложение бывшей суперзлодейке Раптор, и Фогги не одобрял это решение. Впоследствии он снова испытал вину, когда Норман во второй раз временно стал Гоблином.
Даркдевил также работал стажёром в фирме Нельсона и консультировал Норми и Раптор.

### Ultimate Marvel
Во вселенной Ultimate Marvel Фогги является соседом по комнате Мэтта Мёрдока. В  Ultimate Spider-Man Annual #2 Фогги беседует с Человеком-пауком. Он делает краткое появление в Ultimates 2, где вместе с Мэтом противостоит в суде Брюсу Бэннеру за его действия в качестве Халка.

### Marvel Noir
Во вселенной Marvel Noir Фогги работает частным детективом. На службе у него состоит нуарная версия Сорвиголовы.

### Earth X
Происхождение и прошлое Фогги полностью идентичны с оригинальной вселенной. Когда Мэтт собрал неопровержимые доказательства против Кингпина, тот послал Электру убить его. На самом деле Мэтт принял личность Меченого и начал вести совместную жизнь с Электрой на Средиземном море. Узнав из досье на Кингпина, что Мэтт и есть Сорвиголова, Фогги взял его личность себе.

## Вне комиксов

### Кино
- В фильме 1989 года «Невероятный Халк: Испытание» присутствует коллега Мэтта Мёрдока, однако нигде не упоминается, что это Фогги Нельсон.
- В фильме «Сорвиголова» 2003 года Фогги сыграл Джон Фавро. Предыстория персонажа и приятельские отношения с Мёрдоком схожи с комиксом, однако характер персонажа потерпел значительные изменения. Здесь Нельсона не волнует сущность его клиентов, даже если он знает об их криминальных преступлениях. Именно поэтому он настаивал на том, чтобы Мэтт представлял интересы Уилсона Фиска.

### Телевидение

#### Киновселенная Marvel

Элден Хенсон в роли Фогги Нельсона в телесериале Сорвиголова.

- В сериале «Сорвиголова» от Netflix, который является частью Кинематографической вселенной MarveI, роль Фогги Нельсона исполнил Элден Хенсон[3]. Фогги — друг и партнёр Мэтта Мёрдока. Вместе они с отличием окончили юридический факультет Колумбийского университета. Они открывают юридическую контору «Нельсон и Мёрдок» в Адской Кухне и их первым клиентом становится подозреваемая в убийстве девушка по имени Карен Пейдж. Учитывая тот факт, что на девушку было совершенно покушение в одиночной камере, Нельсону и Мёрдоку удаётся убедить полицейских не заводить на неё дела. Впоследствии друзья нанимают её своей секретаршей. По ходу сериала Фогги узнаёт, что его лучший друг и есть загадочный человек в маске из Адской Кухни. Поначалу он не принимает этого и задумывается о разрыве дружбы с Мёрдоком, однако всё же решает стать его помощником в борьбе со злом. Вместе с Карен и репортёром Беном Урихом, Фогги и Мэтту удаётся засадить за решётку криминального авторитета Уилсона Фиска. В конце 2 сезона компания «Нельсон и Мёрдок» распадается, и Фогги идёт работать к Джерин Хогарт, персонажу телесериала «Джессика Джонс».
- Фогги Нельсон в исполнении Элдена Хенсона, появлялся в телесериале-кроссовере «Защитники». Работая на Хогарт, он просит Мёрдока стать адвокатом для Джессики Джонс, благодаря чему знакомятся эти два супергероя.
- Хенсон появился в роли Фогги Нельсона в эпизоде «AKA Sole Survivor» 2 сезона сериала «Джессика Джонс» и серии «All Souled Out» 2 сезона сериала «Люк Кейдж».

### Видеоигры
- Нельсон является одним из второстепенных персонажей игры «Daredevil» 2003 года, по мотивам одноимённого фильма.